# Parlamentswahl in Schottland 2021
- SLP: 22
- SGP: 8
- SNP: 64
- SLD: 4
- SCP: 31

- Austritt: 72
- Union: 57

Die Parlamentswahl in Schottland 2021 fand am 6. Mai 2021 statt. Es waren die sechsten Wahlen zum Schottischen Parlament.
Am selben Tag fanden auch die Parlamentswahl in Wales, die Wahl des Bürgermeisters von London und Kommunalwahlen im Vereinigten Königreich statt.

## Wahltermin
Nach dem Scotland Act 1998 hätte eine ordentliche Parlamentswahl am ersten Donnerstag im Mai 2020, nämlich vier Jahre nach den Wahlen 2016 stattfinden sollen. Dieses Datum kollidierte mit der zunächst vorgesehenen Unterhauswahl 2020 im Vereinigten Königreich. Im November 2015 veröffentlichte die schottische Regierung einen Gesetzesentwurf, um die Amtszeit des Parlaments auf fünf Jahre zu verlängern.
Dieses Gesetz wurde vom Parlament am 25. Februar 2016 verabschiedet und erhielt am 30. März 2016 die königliche Zustimmung, womit die Wahl für den 6. Mai 2021 festgelegt wurde. Das Datum kann vom Monarchen auf Vorschlag des Vorsitzenden um bis zu einem Monat variiert werden. Wenn das Parlament selbst beschließt, dass es aufgelöst werden soll – wobei mindestens zwei Drittel der Mitglieder (d. h. 86 Mitglieder) dafür stimmen müssen –, schlägt der Vorsitzende einen Termin für eine außerordentliche Wahl vor, und das Parlament wird vom Monarchen durch königliche Proklamation aufgelöst.

## Wahlsystem
Die Wahl zum schottischen Parlament findet (anders als die britischen Unterhauswahlen) nach einem Mixed-Member Proportionalsystem. Von den 129 Abgeordneten werden 73 in ihren Wahlkreisen mit einfacher Mehrheit gewählt.
Die zusätzlichen 56 Mandatsträger werden in den acht schottischen Regionen bestimmt: Die Stimmen für die jeweils sieben Regional-Abgeordneten werden nach dem D’Hondt-Verfahren auf die Parteien verteilt, so dass das Ergebnis möglichst einer Verhältniswahl entspricht. Eine Regelung für Überhangmandate gibt es nicht. Das Wahlalter wurde im Jahr 2015 durch Beschluss des schottischen Parlaments von 18 auf 16 Jahre herabgesetzt.

## Parteien und Kandidaten
| Spitzenkandidaten                            | Spitzenkandidaten                                       | Spitzenkandidaten                         | Spitzenkandidaten                        | Spitzenkandidaten                      |
| Partei:                                      | Partei:                                                 | Partei:                                   | Partei:                                  | Partei:                                |
| -------------------------------------------- | ------------------------------------------------------- | ----------------------------------------- | ---------------------------------------- | -------------------------------------- |
| Scottish National Party (SNP)                | Scottish Conservative and Unionist Party (Conservative) | Scottish Labour Party (Labour)            | Scottish Green Party (Green)             | Scottish Liberal Democrats (Lib. Dem.) |
| Parteiführer/in:                             |                                                         |                                           |                                          |                                        |
|                                              |                                                         |                                           |                                          |                                        |
| Nicola Sturgeon                              | Douglas Ross                                            | Anas Sarwar                               | Lorna Slater / Patrick Harvie            | Willie Rennie                          |
| Politische Ausrichtung:                      |                                                         |                                           |                                          |                                        |
| Schottischer Separatismus, Linksliberalismus | Konservatismus, Schottischer Unionismus                 | Sozialdemokratie, Schottischer Unionismus | Grüne Politik, Schottischer Separatismus | Liberalismus, Schottischer Unionismus  |

## Umfragen

### Wahlprognosen
Die bestimmende Frage für die Meinungsforscher war, ob die SNP die absolute Mehrheit erreichen würde. Die Chancen dazu stünden 50:50, sagte etwa der Wahlforscher John Curtice.

### Verlauf
Das untere Diagramm zeigt den Umfragenverlauf für die Wahlkreisstimme.

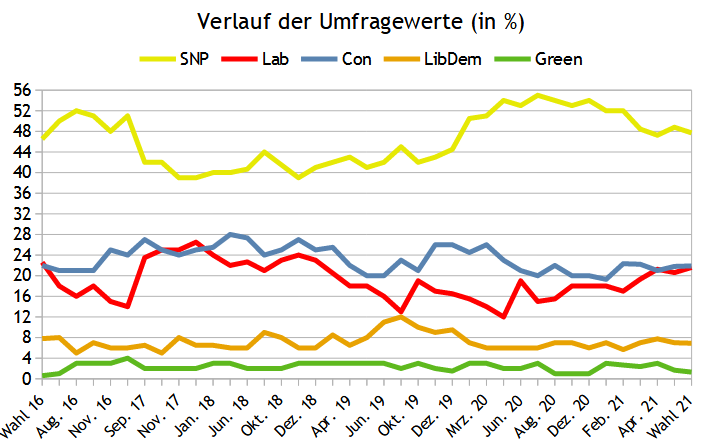
Umfragewerte auf monatliche Umfrageergebnisse gemittelt, von der Wahl 2016 bis zur Wahl 2021

## Ergebnis
Amtliches Endergebnis
|        | SNP                                    | 1.291.204 | 47,7  | ▲1,2 | 62 | ▲3  | 1.094.374 | 40,3  | ▼1,4 | 2  | ▼2  | 64  | ▲1  | 49,6  |
|        | Conservative Party                     | 592.518   | 21,9  | ▼0,1 | 5  | ▼2  | 637.131   | 23,5  | ▲0,6 | 26 | ▲2  | 31  | ▬   | 24,0  |
|        | Labour Party                           | 584.392   | 21,6  | ▼1,0 | 2  | ▼1  | 485.819   | 17,9  | ▼1,2 | 20 | ▼1  | 22  | ▼2  | 17,1  |
|        | Scottish Green Party                   | 34,990    | 1,3   | ▲0,7 | 0  | ▬   | 220.324   | 8,1   | ▲1,5 | 8  | ▲2  | 8   | ▲2  | 6,2   |
|        | Liberal Democrats                      | 187.746   | 6,9   | ▼0,9 | 4  | ▬   | 137.152   | 5,1   | ▼0,1 | 0  | ▼1  | 4   | ▼1  | 3,1   |
|        | Alba Party                             | –         | –     | –    | –  | –   | 44.913    | 1,7   | Neu  | 0  | Neu | 0   | Neu | 0,0   |
|        | All for Unity                          | –         | –     | –    | –  | –   | 23.299    | 0,9   | Neu  | 0  | Neu | 0   | Neu | 0,0   |
|        | Scottish Family Party                  | 2.734     | 0,1   | Neu  | 0  | Neu | 16.085    | 0,6   | Neu  | 0  | Neu | 0   | Neu | 0,0   |
|        | Independent Green Voice                | –         | –     | –    | –  | –   | 9.756     | 0,4   | Neu  | 0  | Neu | 0   | Neu | 0,0   |
|        | Abolish the Scottish Parliament Party  | –         | –     | –    | –  | –   | 7.262     | 0,3   | Neu  | 0  | Neu | 0   | Neu | 0,0   |
|        | Freedom Alliance                       | 1.154     | 0,0   | Neu  | 0  | Neu | 6.271     | 0,2   | Neu  | 0  | Neu | 0   | Neu | 0,0   |
|        | Reform UK                              | –         | –     | –    | –  | –   | 5.793     | 0,2   | Neu  | 0  | Neu | 0   | Neu | 0,0   |
|        | Libertarian Party                      | 1,913     | 0,1   | ▲0,1 | 0  | ▬   | 4.988     | 0,2   | ▲0,1 | 0  | ▬   | 0   | ▬   | 0,0   |
|        | UK Independence Party                  | 699       | 0,0   | ▬    | 0  | ▬   | 3.848     | 0,1   | ▼1,9 | 0  | ▬   | 0   | ▬   | 0,0   |
|        | Animal Welfare Party                   | –         | –     | –    | –  | –   | 2,392     | 0,1   | ▬    | 0  | ▬   | 0   | ▬   | 0,0   |
|        | Women’s Equality Party                 | –         | –     | –    | –  | –   | 1.896     | 0,1   | ▼0,2 | 0  | ▬   | 0   | ▬   | 0,0   |
|        | Trade Unionist and Socialist Coalition | 959       | 0,0   | ▼0,1 | 0  | ▬   | 1.404     | 0,1   | ▬    | 0  | ▬   | 0   | ▬   | 0,0   |
|        | Restore Scotland                       | 1.192     | 0,0   | Neu  | 0  | Neu | 1.149     | 0,0   | Neu  | 0  | Neu | 0   | Neu | 0,0   |
|        | Communist Party of Britain             | 194       | 0,0   | ▬    | 0  | ▬   | 1.142     | 0,0   | ▬    | 0  | ▬   | 0   | ▬   | 0,0   |
|        | Renew Britain                          | –         | –     | –    | –  | –   | 493       | 0,0   | Neu  | 0  | Neu | 0   | Neu | 0,0   |
|        | Scotia Future                          | 1.032     | 0,0   | Neu  | 0  | Neu | 451       | 0,0   | Neu  | 0  | Neu | 0   | Neu | 0,0   |
|        | Social Democratic Party                | –         | –     | –    | –  | –   | 405       | 0,0   | Neu  | 0  | Neu | 0   | Neu | 0,0   |
|        | Reclaim Party                          | 114       | 0,0   | Neu  | 0  | Neu | 174       | 0,0   | Neu  | 0  | Neu | 0   | Neu | 0,0   |
|        | Vanguard Party                         | 67        | 0,0   | Neu  | 0  | Neu | 92        | 0,0   | Neu  | 0  | Neu | 0   | Neu | 0,0   |
|        | Liberal Party                          | 102       | 0,0   | Neu  | 0  | Neu | –         | –     | –    | –  | –   | 0   | Neu | 0,0   |
|        | Unabhängige                            | 5.673     | 0,0   | ▬    | 0  | ▬   | 6.122     | 0,1   | ▲0,1 | 0  | ▬   | 0   | ▬   | 0,0   |
| Gesamt | Gesamt                                 | 2.706.683 | 100 % |      | 73 |     | 2.712.735 | 100 % |      | 56 |     | 129 |     | 100 % |

| Anzahl der Wahlberechtigten | Wahlbeteiligung | Wahlbeteiligung |
| Anzahl der Wahlberechtigten | %               | +/−             |
| --------------------------- | --------------- | --------------- |
| 4.280.785                   | 63              | ▲7,6            |

### Zusammenfassung des Wahlergebnisses

Mehrheiten in den Wahlkreisen (links, Mehrheitswahl) und Sitze, die über die Regionen besetzt wurden (rechts, Verhältniswahl)

| 64  | 8     | 31           | 22     | 4  |
| SNP | Green | Conservative | Labour | LD |

| Wahlkreis-Direktmandate | Wahlkreis-Direktmandate | Wahlkreis-Direktmandate | Wahlkreis-Direktmandate | Wahlkreis-Direktmandate |
| ----------------------- | ----------------------- | ----------------------- | ----------------------- | ----------------------- |
|                         |                         |                         |                         |                         |
| SNP                     | SNP                     |                         | 47,7 %                  | 47,7 %                  |
| Conservative            | Conservative            |                         | 21,9 %                  | 21,9 %                  |
| Labour                  | Labour                  |                         | 21,6 %                  | 21,6 %                  |
| Lib Dem                 | Lib Dem                 |                         | 6,9 %                   | 6,9 %                   |
| Green                   | Green                   |                         | 1,3 %                   | 1,3 %                   |
| Sonst.                  | Sonst.                  |                         | 0,6 %                   | 0,6 %                   |
|                         |                         |                         |                         |                         |

| Region (Listenmandate) | Region (Listenmandate) | Region (Listenmandate) | Region (Listenmandate) | Region (Listenmandate) |
| ---------------------- | ---------------------- | ---------------------- | ---------------------- | ---------------------- |
|                        |                        |                        |                        |                        |
| SNP                    | SNP                    |                        | 40,3 %                 | 40,3 %                 |
| Conservative           | Conservative           |                        | 23,5 %                 | 23,5 %                 |
| Labour                 | Labour                 |                        | 17,9 %                 | 17,9 %                 |
| Green                  | Green                  |                        | 8,1 %                  | 8,1 %                  |
| Lib Dem                | Lib Dem                |                        | 5,1 %                  | 5,1 %                  |
| Alba                   | Alba                   |                        | 1,7 %                  | 1,7 %                  |
| Sonst.                 | Sonst.                 |                        | 3,4 %                  | 3,4 %                  |
|                        |                        |                        |                        |                        |

| Parlamentssitze | Parlamentssitze | Parlamentssitze | Parlamentssitze | Parlamentssitze |
| --------------- | --------------- | --------------- | --------------- | --------------- |
|                 |                 |                 |                 |                 |
| SNP             | SNP             |                 | 49,6 %          | 49,6 %          |
| Conservative    | Conservative    |                 | 24,0 %          | 24,0 %          |
| Labour          | Labour          |                 | 17,1 %          | 17,1 %          |
| Green           | Green           |                 | 6,2 %           | 6,2 %           |
| Lib Dem         | Lib Dem         |                 | 3,1 %           | 3,1 %           |
|                 |                 |                 |                 |                 |

### Details
Nachfolgend sind die Wahlergebnisse nach Wahlregion aufgeführt.

#### Central Scotland

##### Direktmandate
In den Wahlkreisen der Wahlregion Central Scotland wurden folgende Direktmandate gewonnen:
| Wahlkreis                                   | Wahlkreis           | Gewählt     | Gewählt  | Gewählt  |
| Wahlkreis                                   | Wahlkreis           | Abgeordnete | Partei   | ±        |
| ------------------------------------------- | ------------------- | ----------- | -------- | -------- |
|                                             | Airdrie and Shotts  | Neil Gray   | SNP      | gehalten |
| Coatbridge and Chryston                     | Fulton MacGregor    | SNP         | gehalten |          |
| Cumbernauld and Kilsyth                     | Jamie Hepburn       | SNP         | gehalten |          |
| East Kilbride                               | Collette Stevenson  | SNP         | gehalten |          |
| Falkirk East                                | Michelle Thomson    | SNP         | gehalten |          |
| Falkirk West                                | Michael Matheson    | SNP         | gehalten |          |
| Wahlkreis Hamilton, Larkhall and Stonehouse | Christina McKelvie  | SNP         | gehalten |          |
| Motherwell and Wishaw                       | Clare Adamson       | SNP         | gehalten |          |
| Uddingston and Bellshill                    | Stephanie Callaghan | SNP         | gehalten |          |

##### Listenmandate
Neben den Direktmandaten wurden folgende Listenmandate gewonnen:
| Partei | Partei       | Abgeordnete                                  | Sitze | ±  | Stimmen | %    | ±    |
| ------ | ------------ | -------------------------------------------- | ----- | -- | ------- | ---- | ---- |
|        | Labour       | Richard Leonard Monica Lennon Mark Griffin   | 3     | −1 | 77.623  | 23,7 | −1,1 |
|        | Conservative | Stephen Kerr Graham Simpson Meghan Gallagher | 3     | ±0 | 59.856  | 18,3 | +2.2 |
|        | Green        | Gillian MacKay                               | 1     | +1 | 19.512  | 6    | +1.3 |

#### Glasgow

##### Direktmandate
In den Wahlkreisen der Wahlregion Glasgow wurden folgende Direktmandate gewonnen:
| Wahlkreis                       | Wahlkreis          | Gewählt     | Gewählt  | Gewählt  |
| Wahlkreis                       | Wahlkreis          | Abgeordnete | Partei   | ±        |
| ------------------------------- | ------------------ | ----------- | -------- | -------- |
|                                 | Glasgow Anniesland | Bill Kidd   | SNP      | gehalten |
| Glasgow Cathcart                | James Dornan       | SNP         | gehalten |          |
| Glasgow Kelvin                  | Kaukab Stewart     | SNP         | gehalten |          |
| Glasgow Maryhill and Springburn | Bob Doris          | SNP         | gehalten |          |
| Glasgow Pollok                  | Humza Yousaf       | SNP         | gehalten |          |
| Glasgow Provan                  | Ivan McKee         | SNP         | gehalten |          |
| Glasgow Shettleston             | John Mason         | SNP         | gehalten |          |
| Glasgow Southside               | Nicola Sturgeon    | SNP         | gehalten |          |
| Rutherglen                      | Clare Haughey      | SNP         | gehalten |          |

##### Listenmandate
Neben den Direktmandaten wurden folgende Listenmandate gewonnen:
| Partei | Partei       | Abgeordnete                                                | Sitze | ±  | Stimmen | %    | ±    |
| ------ | ------------ | ---------------------------------------------------------- | ----- | -- | ------- | ---- | ---- |
|        | Labour       | Pauline McNeill Anas Sarwar Paul Sweeney Pam Duncan-Glancy | 4     | ±0 | 74.088  | 24,3 | +0,5 |
|        | Conservative | Annie Wells Sandesh Gulhane                                | 2     | ±0 | 37.027  | 12,1 | +0,2 |
|        | Green        | Patrick Harvie                                             | 1     | ±0 | 36.114  | 11,8 | +2,4 |

#### Highlands and Islands

##### Direktmandate
In den Wahlkreisen der Wahlregion Highlands and Islands wurden folgende Direktmandate gewonnen:
| Wahlkreis                      | Wahlkreis                   | Gewählt       | Gewählt  | Gewählt  |
| Wahlkreis                      | Wahlkreis                   | Abgeordnete   | Partei   | ±        |
| ------------------------------ | --------------------------- | ------------- | -------- | -------- |
|                                | Argyll and Bute             | Jenni Minto   | SNP      | gehalten |
| Caithness, Sutherland and Ross | Maree Todd                  | SNP           | gehalten |          |
| Inverness and Nairn            | Fergus Ewing                | SNP           | gehalten |          |
| Moray                          | Richard Lochhead            | SNP           | gehalten |          |
| Na h-Eileanan an Iar           | Alasdair Allan              | SNP           | gehalten |          |
|                                | Orkney                      | Liam McArthur | Lib Dem  | gehalten |
| Shetland                       | Beatrice Wishart            | Lib Dem       | gehalten |          |
|                                | Skye, Lochaber and Badenoch | Kate Forbes   | SNP      | gehalten |

##### Listenmandate
Neben den Direktmandaten wurden folgende Listenmandate gewonnen:
| Partei | Partei       | Abgeordnete                                                       | Sitze | ±  | Stimmen | %    | ±    |
| ------ | ------------ | ----------------------------------------------------------------- | ----- | -- | ------- | ---- | ---- |
|        | Conservative | Douglas Ross Donald Cameron Edward Mountain Jamie Halcro Johnston | 4     | +1 | 60.779  | 25,4 | +3,6 |
|        | SNP          | Emma Roddick                                                      | 1     | ±0 | 96.433  | 40,4 | +0,7 |
|        | Labour       | Rhoda Grant                                                       | 1     | −1 | 22.713  | 9,5  | −1.7 |
|        | Green        | Ariane Burgess                                                    | 1     | ±0 | 17.729  | 7,4  | +0,2 |

#### Lothian

##### Direktmandate
In den Wahlkreisen der Wahlregion Lothian wurden folgende Direktmandate gewonnen:
| Wahlkreis                        | Wahlkreis          | Gewählt            | Gewählt      | Gewählt  |
| Wahlkreis                        | Wahlkreis          | Abgeordnete        | Partei       | ±        |
| -------------------------------- | ------------------ | ------------------ | ------------ | -------- |
|                                  | Almond Valley      | Angela Constance   | SNP          | gehalten |
| Edinburgh Central                | Angus Robertson    | SNP                | dazugewonnen |          |
| Edinburgh Eastern                | Ash Denham         | SNP                | gehalten     |          |
| Edinburgh Northern and Leith     | Ben Macpherson     | SNP                | gehalten     |          |
| Edinburgh Pentlands              | Gordon MacDonald   | SNP                | gehalten     |          |
|                                  | Edinburgh Southern | Daniel Johnson     | Labour       | gehalten |
|                                  | Edinburgh Western  | Alex Cole-Hamilton | Lib Dem      | gehalten |
|                                  | Linlithgow         | Fiona Hyslop       | SNP          | gehalten |
| Midlothian North and Musselburgh | Colin Beattie      | SNP                | gehalten     |          |

##### Listenmandate
Neben den Direktmandaten wurden folgende Listenmandate gewonnen:
| Partei | Partei       | Abgeordnete                            | Sitze | ±  | Stimmen | %    | ±    |
| ------ | ------------ | -------------------------------------- | ----- | -- | ------- | ---- | ---- |
|        | Conservative | Miles Briggs Sue Webber Jeremy Balfour | 3     | ±0 | 78.595  | 19,9 | −3,0 |
|        | Labour       | Sarah Boyack Foysol Choudhury          | 2     | ±0 | 76.689  | 19,4 | −1,4 |
|        | Green        | Alison Johnstone Lorna Slater          | 2     | ±0 | 49.984  | 12,7 | +2,1 |

#### Mid Scotland and Fife

##### Direktmandate
In den Wahlkreisen der Wahlregion Mid Scotland and Fife wurden folgende Direktmandate gewonnen:
| Wahlkreis                          | Wahlkreis                     | Gewählt       | Gewählt  | Gewählt  |
| Wahlkreis                          | Wahlkreis                     | Abgeordnete   | Partei   | ±        |
| ---------------------------------- | ----------------------------- | ------------- | -------- | -------- |
|                                    | Clackmannanshire and Dunblane | Keith Brown   | SNP      | gehalten |
| Cowdenbeath                        | Annabelle Ewing               | SNP           | gehalten |          |
| Dunfermline                        | Shirley-Anne Somerville       | SNP           | gehalten |          |
| Kirkcaldy                          | David Torrance                | SNP           | gehalten |          |
| Mid Fife and Glenrothes            | Jenny Gilruth                 | SNP           | gehalten |          |
|                                    | North East Fife               | Willie Rennie | Lib Dem  | gehalten |
|                                    | Perthshire North              | John Swinney  | SNP      | gehalten |
| Perthshire South and Kinross-shire | Jim Fairlie                   | SNP           | gehalten |          |
| Stirling                           | Evelyn Tweed                  | SNP           | gehalten |          |

##### Listenmandate
Neben den Direktmandaten wurden folgende Listenmandate gewonnen:
| Partei | Partei       | Abgeordnete                                                  | Sitze | ±  | Stimmen | %    | ±    |
| ------ | ------------ | ------------------------------------------------------------ | ----- | -- | ------- | ---- | ---- |
|        | Conservative | Murdo Fraser Elizabeth Smith Dean Lockhart Alexander Stewart | 4     | ±0 | 85.909  | 25,0 | −0,2 |
|        | Labour       | Claire Brennan-Baker Alex Rowley                             | 2     | ±0 | 52.626  | 15,3 | −2,3 |
|        | Green        | Mark Ruskell                                                 | 1     | ±0 | 28.654  | 8,3  | +2,2 |

#### North East Scotland

##### Direktmandate
In den Wahlkreisen der Wahlregion North East Scotland wurden folgende Direktmandate gewonnen:
| Wahlkreis                           | Wahlkreis              | Gewählt           | Gewählt      | Gewählt  |
| Wahlkreis                           | Wahlkreis              | Abgeordnete       | Partei       | ±        |
| ----------------------------------- | ---------------------- | ----------------- | ------------ | -------- |
|                                     | Aberdeen Central       | Kevin Stewart     | SNP          | gehalten |
| Aberdeen Donside                    | Jackie Dunbar          | SNP               | gehalten     |          |
| Aberdeen South and North Kincardine | Audrey Nicoll          | SNP               | gehalten     |          |
| Aberdeenshire East                  | Gillian Martin         | SNP               | gehalten     |          |
|                                     | Aberdeenshire West     | Alexander Burnett | Conservative | gehalten |
|                                     | Angus North and Mearns | Mairi Gougeon     | SNP          | gehalten |
| Angus South                         | Graeme Dey             | SNP               | gehalten     |          |
| Banffshire and Buchan Coast         | Karen Adam             | SNP               | gehalten     |          |
| Dundee City East                    | Shona Robison          | SNP               | gehalten     |          |
| Dundee City West                    | Joe FitzPatrick        | SNP               | gehalten     |          |

##### Listenmandate
Neben den Direktmandaten wurden folgende Listenmandate gewonnen:
| Partei | Partei       | Abgeordnete                                         | Sitze | ±  | Stimmen | %    | ±    |
| ------ | ------------ | --------------------------------------------------- | ----- | -- | ------- | ---- | ---- |
|        | Conservative | Liam Kerr Douglas Lumsden Maurice Golden Tess White | 4     | ±0 | 110.555 | 30,6 | +2,6 |
|        | Labour       | Michael Marra Mercedes Villalba                     | 2     | ±0 | 41.062  | 11,4 | −1,2 |
|        | Green        | Maggie Chapman                                      | 1     | +1 | 22.735  | 6,3  | +1,4 |
|        | Lib Dem      |                                                     | 0     | −1 | 18.051  | 5,0  | −1,0 |

#### South Scotland

##### Direktmandate
In den Wahlkreisen der Wahlregion South Scotland wurden folgende Direktmandate gewonnen:
| Wahlkreis                                  | Wahlkreis                          | Gewählt          | Gewählt      | Gewählt      |
| Wahlkreis                                  | Wahlkreis                          | Abgeordnete      | Partei       | ±            |
| ------------------------------------------ | ---------------------------------- | ---------------- | ------------ | ------------ |
|                                            | Ayr                                | Siobhian Brown   | SNP          | dazugewonnen |
| Carrick, Cumnock and Doon Valley           | Elena Whitham                      | SNP              | gehalten     |              |
| Clydesdale                                 | Mairi McAllan                      | SNP              | gehalten     |              |
|                                            | Dumfriesshire                      | Oliver Mundell   | Conservative | gehalten     |
|                                            | East Lothian                       | Paul McLennan    | SNP          | dazugewonnen |
|                                            | Ettrick, Roxburgh and Berwickshire | Rachael Hamilton | Conservative | gehalten     |
| Galloway and West Dumfries                 | Finlay Carson                      | Conservative     | gehalten     |              |
|                                            | Kilmarnock and Irvine Valley       | Willie Coffey    | SNP          | gehalten     |
| Midlothian South, Tweeddale and Lauderdale | Christine Grahame                  | SNP              | gehalten     |              |

##### Listenmandate
Neben den Direktmandaten wurden folgende Listenmandate gewonnen:
| Partei | Partei       | Abgeordnete                               | Sitze | ±  | Stimmen | %    | ±    |
| ------ | ------------ | ----------------------------------------- | ----- | -- | ------- | ---- | ---- |
|        | Conservative | Craig Hoy Brian Whittle Sharon Dowey      | 3     | +1 | 121.730 | 33,5 | +1,4 |
|        | Labour       | Colin Smyth Carol Mochan Martin Whitfield | 3     | +1 | 57.236  | 15,7 | −2,1 |
|        | SNP          | Emma Harper                               | 1     | −2 | 136.741 | 37,6 | −0,7 |

#### West Scotland

##### Direktmandate
In den Wahlkreisen der Wahlregion West Scotland wurden folgende Direktmandate gewonnen:
| Wahlkreis                   | Wahlkreis               | Gewählt         | Gewählt      | Gewählt  |
| Wahlkreis                   | Wahlkreis               | Abgeordnete     | Partei       | ±        |
| --------------------------- | ----------------------- | --------------- | ------------ | -------- |
|                             | Clydebank and Milngavie | Marie McNair    | SNP          | gehalten |
| Cunninghame North           | Kenneth Gibson          | SNP             | gehalten     |          |
| Cunninghame South           | Ruth Maguire            | SNP             | gehalten     |          |
|                             | Dumbarton               | Jackie Baillie  | Labour       | gehalten |
|                             | Eastwood                | Jackson Carlaw  | Conservative | gehalten |
|                             | Greenock and Inverclyde | Stuart McMillan | SNP          | gehalten |
| Paisley                     | George Adam             | SNP             | gehalten     |          |
| Renfrewshire North and West | Natalie Don             | SNP             | gehalten     |          |
| Renfrewshire South          | Tom Arthur              | SNP             | gehalten     |          |
| Strathkelvin and Bearsden   | Rona Mackay             | SNP             | gehalten     |          |

##### Listenmandate
Neben den Direktmandaten wurden folgende Listenmandate gewonnen:
| Partei | Partei       | Abgeordnete                            | Sitze | ±  | Stimmen | %    | ±    |
| ------ | ------------ | -------------------------------------- | ----- | -- | ------- | ---- | ---- |
|        | Labour       | Neil Bibby Katy Clark Paul O’Kane      | 3     | ±0 | 83.782  | 22,2 | −0,3 |
|        | Conservative | Russell Findlay Jamie Greene Pam Gosal | 3     | ±0 | 82.640  | 21,9 | −0,3 |
|        | Green        | Ross Greer                             | 1     | ±0 | 26.632  | 7,1  | +1,8 |

## Regierungsbildung
Die SNP verpasste die absolute Mehrheit um einen Sitz. Nach der Wahl ergaben sich Überlegungen, wie bereits seit 2016 eine Minderheitsregierung anzustreben. Dementsprechend wurde Sturgeon am 18. Mai 2021 als Ministerpräsidentin wiedergewählt und einen Tag später vereidigt. Zugleich nahm die neue Regierung ihre Amtsgeschäfte auf. Zusätzlich wurden Verhandlungen mit den Grünen zur Bildung einer Koalition aufgenommen. Als Knackpunkte gelten einerseits deren Ablehnung des Ausbaus des schottischen Straßennetzes und der Beibehaltung der extensiven Förderung von Erdöl und -gas sowie deren Forderung nach höheren Steuern für Wohlhabende und dem Auslaufen der Aquakultur von Lachsen. Die Grünen-Vorsitzende Slater bezeichnete es als einen Weg, die strittigen Punkte im Koalitionsvertrag auszuklammern, um somit bei Bedarf gegen die SNP stimmen zu können.

## Trivia
Die neu gewählten Abgeordneten Lorna Slater, Kaukab Stewart und Pam Gosal sind die ersten weiblichen Abgeordneten im schottischen Parlament mit Migrationshintergrund. Stewart ist Mitglied der Scottish National Party, wurde in Pakistan geboren und gewann das Direktmandat für den Wahlkreis Glasgow Kelvin, Gosal ist Mitglied der konservativen Scottish Conservative and Unionist Party, ist gebürtige Schottin aus Glasgow mit indischen Vorfahren und zog über ein Listenmandat für die Wahlregion West Scotland in das schottische Parlament ein.